# Jabłówko (województwo pomorskie)
Jabłówko – wieś kociewska w Polsce położona w województwie pomorskim, w powiecie starogardzkim, w gminie Bobowo przy drodze wojewódzkiej nr .
W latach 1975–1998 miejscowość administracyjnie należała do województwa gdańskiego.
Inne miejscowości o nazwie Jabłówko: Jabłówko, Jabłowo